# Maggie & Bianca Fashion Friends/Episodenliste
Diese Episodenliste enthält alle Episoden der italienischen Jugend-Dramedy Maggie & Bianca Fashion Friends, sortiert nach der italienischen Erstausstrahlung. Die Fernsehserie umfasst drei Staffeln mit 78 Episoden, zwei Spezialfolgen mit doppelter Länge sowie zwei Best-ofs, die jeweils die ersten zwei Staffeln zusammenfassen.

## Übersicht
| Staffel       | Episoden | Erstausstrahlung Italien | Erstausstrahlung Italien | Deutschsprachige Erstveröffentlichung | Deutschsprachige Erstveröffentlichung |
| Staffel       | Episoden | Staffelpremiere          | Staffelfinale            | Staffelpremiere                       | Staffelfinale                         |
| ------------- | -------- | ------------------------ | ------------------------ | ------------------------------------- | ------------------------------------- |
| 1             | 26       | 29. August 2016          | 28. September 2016       | 19. Juni 2017                         | 21. Juli 2017                         |
| 2             | 26       | 11. Januar 2017          | 18. Februar 2017         | 24. Juli 2017                         | 25. August 2017                       |
| Best-ofs      | 2        | 14. September 2017       | 15. September 2017       | 5. Januar 2018                        | 6. Februar 2018                       |
| Spezialfolgen | 2        | 16. September 2017       | 17. September 2017       | –                                     | –                                     |
| 3             | 26       | 18. September 2017       | 2. Dezember 2017         | 19. März 2018                         | 28. April 2018                        |

## Staffel 1
Die Erstausstrahlung der ersten Staffel war vom 29. August bis zum 28. September 2016 auf dem italienischen Sender Rai Gulp zu sehen. Die deutschsprachige Erstausstrahlung fand vom 19. Juni bis zum 21. Juli 2017 auf dem Disney Channel statt. Die erste Episode wurde vorab am 18. Juni 2017 auf dem deutschen YouTube-Kanal vom Disney Channel veröffentlicht.
| Nr. (ges.) | Nr. (St.) | Deutscher Titel                  | Originaltitel                  | Erstausstrahlung Italien | Deutschsprachige Erstausstrahlung (D/A/CH) |
| ---------- | --------- | -------------------------------- | ------------------------------ | ------------------------ | ------------------------------------------ |
| 1          | 1         | Ein Traum wird wahr              | Il mio sogno                   | 29. Aug. 2016            | 19. Juni 2017                              |
| 2          | 2         | Ein neues Zuhause                | Peggiori amiche                | 30. Aug. 2016            | 20. Juni 2017                              |
| 3          | 3         | Aller Anfang ist schwer          | Primo giorno di scuola         | 31. Aug. 2016            | 21. Juni 2017                              |
| 4          | 4         | Das entscheidende Foto           | Fotografare la moda            | 1. Sep. 2016             | 22. Juni 2017                              |
| 5          | 5         | Der schönste Tag                 | Il giorno più bello            | 2. Sep. 2016             | 23. Juni 2017                              |
| 6          | 6         | Glücksbringer vermisst!          | Mai senza il portafortuna      | 3. Sep. 2016             | 26. Juni 2017                              |
| 7          | 7         | Modeln will gelernt sein         | Modella per un giorno          | 4. Sep. 2016             | 27. Juni 2017                              |
| 8          | 8         | Valentinstag                     | Impossibile sfuggire all’amore | 5. Sep. 2016             | 28. Juni 2017                              |
| 9          | 9         | Rollentausch                     | Nei suoi panni                 | 6. Sep. 2016             | 29. Juni 2017                              |
| 10         | 10        | Rettet das Milky Way!            | Il ricatto                     | 7. Sep. 2016             | 30. Juni 2017                              |
| 11         | 11        | Die große Prüfung                | I predatori dell’esame perduto | 8. Sep. 2016             | 3. Juli 2017                               |
| 12         | 12        | Mode-Legenden                    | Il fantasma dell’accademia     | 9. Sep. 2016             | 4. Juli 2017                               |
| 13         | 13        | Musik verbindet                  | Il concerto perfetto           | 10. Sep. 2016            | 5. Juli 2017                               |
| 14         | 14        | Eifersucht und Missverständnisse | Il passato che torna           | 22. Sep. 2016            | 6. Juli 2017                               |
| 15         | 15        | Wunder geschehen                 | Miss Venice                    | 23. Sep. 2016            | 7. Juli 2017                               |
| 16         | 16        | Das Schuljubiläum                | Anniversario della scuola      | 23. Sep. 2016            | 10. Juli 2017                              |
| 17         | 17        | Eine Frage des Stils             | Questione di stile             | 24. Sep. 2016            | 11. Juli 2017                              |
| 18         | 18        | Die Wahlen                       | Le elezioni                    | 24. Sep. 2016            | 12. Juli 2017                              |
| 19         | 19        | Die eine, der ich vertraue       | Mi fido di...                  | 25. Sep. 2016            | 13. Juli 2017                              |
| 20         | 20        | Keine Maske, keine Party!        | Niente maschera, niente festa! | 25. Sep. 2016            | 14. Juli 2017                              |
| 21         | 21        | CoolGhost                        | Nessuno dica „CoolGhost“       | 26. Sep. 2016            | 17. Juli 2017                              |
| 22         | 22        | Das erste Casting                | La prima sfida                 | 26. Sep. 2016            | 18. Juli 2017                              |
| 23         | 23        | Das Halbfinale                   | La semifinale                  | 27. Sep. 2016            | 19. Juli 2017                              |
| 24         | 24        | Mode oder Musik?                 | Fai la cosa giusta             | 27. Sep. 2016            | 20. Juli 2017                              |
| 25         | 25        | Der große Lockart                | Il grande Lockart              | 28. Sep. 2016            | 21. Juli 2017                              |
| 26         | 26        | Die Abschluss-Modenschau         | La grande sfilata              | 28. Sep. 2016            | 21. Juli 2017                              |

## Staffel 2
Die Erstausstrahlung der zweiten Staffel war vom 11. Januar bis zum 18. Februar 2017 auf dem italienischen Sender Rai Gulp zu sehen. Die deutschsprachige Erstausstrahlung fand vom 24. Juli bis zum 25. August 2017 auf dem Disney Channel statt.
| Nr. (ges.) | Nr. (St.) | Deutscher Titel               | Originaltitel                 | Erstausstrahlung Italien | Deutschsprachige Erstausstrahlung (D/A/CH) |
| ---------- | --------- | ----------------------------- | ----------------------------- | ------------------------ | ------------------------------------------ |
| 27         | 1         | Neues Schuljahr, neues Glück? | Un inizio da... incubo        | 11. Jan. 2017            | 24. Juli 2017                              |
| 28         | 2         | Die Welt der Fashion-Blogger  | Il popolo dei fashion blogger | 11. Jan. 2017            | 25. Juli 2017                              |
| 29         | 3         | Gegensätze                    | I poli opposti                | 12. Jan. 2017            | 26. Juli 2017                              |
| 30         | 4         | Irgendwas mit Go.Zy.          | Qualcosa di Go.Zy.            | 12. Jan. 2017            | 27. Juli 2017                              |
| 31         | 5         | Das verborgene Talent         | Il talento nascosto           | 13. Jan. 2017            | 28. Juli 2017                              |
| 32         | 6         | Nichts als Ärger!             | Ai ferri corti                | 13. Jan. 2017            | 31. Juli 2017                              |
| 33         | 7         | Jeder hat seine Geschichte    | A ognuno la sua storia        | 14. Jan. 2017            | 1. Aug. 2017                               |
| 34         | 8         | Kavaliere und Prinzessinnen   | Cavalieri e principesse       | 14. Jan. 2017            | 2. Aug. 2017                               |
| 35         | 9         | Andererseits                  | Il retro del book             | 15. Jan. 2017            | 3. Aug. 2017                               |
| 36         | 10        | Superkräfte                   | Super poteri                  | 15. Jan. 2017            | 4. Aug. 2017                               |
| 37         | 11        | Mission Freundschaft          | Missione amicizia             | 16. Jan. 2017            | 7. Aug. 2017                               |
| 38         | 12        | Das gewisse Etwas             | Questioni di particolari      | 16. Jan. 2017            | 8. Aug. 2017                               |
| 39         | 13        | Die große Gala                | Il gran gala                  | 17. Jan. 2017            | 9. Aug. 2017                               |
| 40         | 14        | Streitfragen                  | Lontano dai guai              | 12. Feb. 2017            | 10. Aug. 2017                              |
| 41         | 15        | Wo ist Bianca?                | Bianca dov’è?                 | 13. Feb. 2017            | 11. Aug. 2017                              |
| 42         | 16        | Die Realityshow               | Reality                       | 13. Feb. 2017            | 14. Aug. 2017                              |
| 43         | 17        | Fremde in der Akademie        | Estranei in accademia         | 14. Feb. 2017            | 15. Aug. 2017                              |
| 44         | 18        | Zukunftsmusik                 | Intorno al futuro             | 14. Feb. 2017            | 16. Aug. 2017                              |
| 45         | 19        | Positiv denken!               | #staypositive                 | 15. Feb. 2017            | 17. Aug. 2017                              |
| 46         | 20        | Mama im Anmarsch              | Mamma in arrivo!              | 15. Feb. 2017            | 18. Aug. 2017                              |
| 47         | 21        | Kreatives Chaos               | Caos creativo                 | 16. Feb. 2017            | 21. Aug. 2017                              |
| 48         | 22        | Natürliche Schönheit          | Non c’è trucco senza inganno  | 16. Feb. 2017            | 22. Aug. 2017                              |
| 49         | 23        | Schlecht ist das neue gut     | Peggio è il nuovo meglio      | 17. Feb. 2017            | 23. Aug. 2017                              |
| 50         | 24        | Zweiter Versuch               | Provaci ancora, Maggie!       | 17. Feb. 2017            | 24. Aug. 2017                              |
| 51         | 25        | Eine seltsame Familie         | Una strana famiglia           | 18. Feb. 2017            | 25. Aug. 2017                              |
| 52         | 26        | Das Musical                   | Il musical                    | 18. Feb. 2017            | 25. Aug. 2017                              |

## Best-ofs
Am 14. und 15. September 2017 wurden auf Rai Gulp zwei Best-ofs zur Serie ausgestrahlt. Jedes Best-of fasst jeweils eine der ersten beiden Staffeln zusammen und hat etwa die doppelte Länge einer Episode. Die deutschsprachige Veröffentlichung fand auf dem offiziellen YouTube-Kanal zur Serie in jeweils zwei Teilen statt.
| Nr. | Deutscher Titel                            | Originaltitel               | Erstausstrahlung Italien | Deutschsprachige Erstveröffentlichung (D/A/CH) |
| --- | ------------------------------------------ | --------------------------- | ------------------------ | ---------------------------------------------- |
| 1   | Ein super Go.Zy. Jahr!                     | Un anno super Go.Zy.        | 29. Aug. 2016            | 5. Jan. 2018 (Teil 1)9. Jan. 2018 (Teil 2)     |
| 2   | Eine Bühne zwischen Traum und Wirklichkeit | Un palco tra sogno e realtà | 30. Aug. 2016            | 2. Feb. 2018 (Teil 1)6. Feb. 2018 (Teil 2)     |

## Spezialfolgen
Am 16. und 17. September 2017 wurden auf Rai Gulp zwei Spezialfolgen zur Serie ausgestrahlt. Jedes Special erzählt eine eigenständige Geschichte vor den Ereignissen der dritten Staffel und hat etwa die doppelte Länge einer Episode. Eine deutschsprachige Veröffentlichung ist nicht bekannt.
| Nr. | Deutscher Titel | Originaltitel      | Erstausstrahlung Italien | Deutschsprachige Erstausstrahlung (–) |
| --- | --------------- | ------------------ | ------------------------ | ------------------------------------- |
| 1   | –               | Ricordi in vendita | 16. Sep. 2017            | –                                     |
| 2   | –               | Operazione Parigi  | 17. Sep. 2017            | –                                     |

## Staffel 3
Die dritte Staffel wurde vom 18. September bis zum 2. Dezember 2017 auf Rai Gulp erstausgestrahlt. Auf Deutsch wurde sie vom 19. März bis zum 27. April 2018 auf dem Disney Channel erstausgestrahlt. Ab Episode 17 fand die Ausstrahlung nur noch ca. um Mitternacht statt am Abend statt, was im Programmplan zu einem Unterschied zwischen Fernsehtag und Kalendertag führte. Die ersten drei Episoden der dritten Staffel wurden am 18. März 2018 in ausgewählten Cineplex-Kinos in Deutschland vorgeführt.
| Nr. (ges.) | Nr. (St.) | Deutscher Titel                       | Originaltitel                 | Erstausstrahlung Italien | Deutschsprachige Erstausstrahlung (D/A/CH) |
| ---------- | --------- | ------------------------------------- | ----------------------------- | ------------------------ | ------------------------------------------ |
| 53         | 1         | Ein neues Jahr voller Überraschungen! | Anno nuovo, vita inaspettata! | 18. Sep. 2017            | 19. März 2018                              |
| 54         | 2         | An die Arbeit                         | Al lavoro                     | 18. Sep. 2017            | 20. März 2018                              |
| 55         | 3         | Magische Kindheit                     | Magica infanzia               | 19. Sep. 2017            | 21. März 2018                              |
| 56         | 4         | Tipps und Tricks                      | Consigli e bisbigli           | 19. Sep. 2017            | 22. März 2018                              |
| 57         | 5         | Gerüchteküche                         | Voci di corridoio             | 20. Sep. 2017            | 26. März 2018                              |
| 58         | 6         | Ansichtssache                         | Punti di vista                | 20. Sep. 2017            | 27. März 2018                              |
| 59         | 7         | Sei du selbst!                        | Sii sempre te stesso!         | 21. Sep. 2017            | 28. März 2018                              |
| 60         | 8         | Herzlichen Glückwunsch, Bianca!       | Buon compleanno Bianca!       | 21. Sep. 2017            | 29. März 2018                              |
| 61         | 9         | Essen und Mode                        | Sorprendere di gusto!         | 22. Sep. 2017            | 2. Apr. 2018                               |
| 62         | 10        | Modische Überraschung                 | Non aprite quel pacco!        | 22. Sep. 2017            | 3. Apr. 2018                               |
| 63         | 11        | Ein Pyjama zum Träumen                | Un pigiama per sognare        | 25. Sep. 2017            | 4. Apr. 2018                               |
| 64         | 12        | Zu früh gefreut                       | Ottimismo in prestito         | 25. Sep. 2017            | 5. Apr. 2018                               |
| 65         | 13        | Schwierige Entscheidungen             | Scelte difficili!             | 26. Sep. 2017            | 9. Apr. 2018                               |
| 66         | 14        | Betrug und Reue                       | Tradimenti e pentimenti       | 26. Nov. 2017            | 10. Apr. 2018                              |
| 67         | 15        | Die perfekte Essenz                   | Ritorno al profumo            | 27. Nov. 2017            | 11. Apr. 2018                              |
| 68         | 16        | Auf die Titelseite                    | In copertina                  | 27. Nov. 2017            | 12. Apr. 2018                              |
| 69         | 17        | Niemand ist perfekt                   | Nessuno è perfetto!           | 28. Nov. 2017            | 15. Apr. 2018                              |
| 70         | 18        | Dem Geheimnis auf der Spur            | Sulle tracce del mistero      | 28. Nov. 2017            | 15. Apr. 2018                              |
| 71         | 19        | Ein ungeladener Gast                  | Un ospite indesiderato!       | 29. Nov. 2017            | 20. Apr. 2018                              |
| 72         | 20        | Zen und Puppen                        | Zen e marionette!             | 29. Nov. 2017            | 21. Apr. 2018                              |
| 73         | 21        | Aus Alt mach Neu                      | Segreti di carta              | 30. Nov. 2017            | 21. Apr. 2018                              |
| 74         | 22        | Wettlauf mit der Zeit                 | Corsa contro il tempo!        | 30. Nov. 2017            | 21. Apr. 2018                              |
| 75         | 23        | Prinzessinnen-Training                | Una scenografia professionale | 1. Dez. 2017             | 22. Apr. 2018                              |
| 76         | 24        | Die Prinzessin und die Kröte          | La principessa e il rospo!    | 1. Dez. 2017             | 27. Apr. 2018                              |
| 77         | 25        | Der Schüler des Jahres                | Una scelta alternativa        | 2. Dez. 2017             | 28. Apr. 2018                              |
| 78         | 26        | Die letzte Show                       | Credere all’incredibile!      | 2. Dez. 2017             | 28. Apr. 2018                              |